# Uczelniany Ogród Dydaktyczny Uniwersytetu Przyrodniczego w Poznaniu
Uczelniany Ogród Dydaktyczny – ogród dydaktyczny należący do Uniwersytetu Przyrodniczego w Poznaniu. Zlokalizowany po zachodniej stronie gmachu Collegium Maximum na Sołaczu (ul. Wojska Polskiego 28).
Modernistyczny ogród powstał wraz z całym założeniem na przełomie lat 60. i 70. XX wieku. Projekt obecnego układu drogowego parku (aleje prezentują różne możliwości w zakresie nawierzchni parkowych) został przygotowany przez pracowników naukowo-dydaktycznych Katedry Terenów Zieleni i Architektury Krajobrazu w początkach XXI wieku. Na terenie ogrodu znajdują się dwa stawy.